# 延岡市立島野浦小学校
延岡市立島野浦小学校（のべおかしりつ しまのうらしょうがっこう）は、宮崎県延岡市島浦町にあった公立小学校。島浦島北部に位置していた。

## 概要
2022年3月をもって閉校し、義務教育学校「延岡市立島野浦学園」へ統合された。
2021年度の基礎データは以下の通り。
- 児童数 - 20人
- 学級数 - 4学級（3・4年と5・6年は複式学級編成）
- 職員数 - 11人

## 沿革
- 1874年（明治7年）5月15日 - 島野浦小学として創立[3][4]。
- 1901年（明治34年） - 南浦村立島野浦小学校と改称。
- 1909年（明治42年）4月 - 南浦村立島野浦尋常高等小学校と改称。
- 1917年（大正6年）12月6日 - 校舎を増改築[5]。
- 1926年（大正15年）10月 - 校舎を増改築[5]。
- 1931年（昭和6年）8月1日 - 校舎を改築[5]。
- 1941年（昭和16年）4月1日 - 国民学校令施行により、島野浦国民学校と改称。
- 1945年（昭和20年）
  - 5月2日 - 島浦への空襲より被害。4人の児童が犠牲となる。
  - 9月17日 - 枕崎台風により校舎倒壊[5]。
- 1947年（昭和22年）
  - 4月1日 - 学制改革により、南浦村立島野浦小学校[6]と改称。
  - 5月8日 - 島野浦中学校を併設[6]（1949年4月独立[7]）。
  - 7月8日 - 校舎を再建[5]。
- 1955年（昭和30年）4月1日 - 延岡市への合併により、延岡市立島野浦小学校と改称[8]。
- 1958年（昭和33年）12月23日 - 中学校が宇治地区へ移転。
- 1959年（昭和34年）1月1日 - 中学校の旧校舎を譲り受ける[5]。
- 1961年（昭和36年）
  - 3月24日 - 校歌を制定（作詞：高森文夫、作曲：海老原直[9]）。
  - 8月1日 - 運動場を拡張。
- 1964年（昭和39年）3月12日 - 新校舎第1期完成が完工。
- 1965年（昭和40年）4月19日 - 新校舎第2期工事が完工。
- 1966年（昭和41年）3月15日 - 島野浦給食センターが完成。
- 1970年（昭和45年）
  - 3月 - 校旗を制定。
  - 3月16日 - 体育館が完成。
- 1974年（昭和49年）11月1日 - 創立100周年記念式を開催。
- 1981年（昭和56年）1月23日 - 国旗掲揚塔を設置。
- 1985年（昭和60年）3月8日 - プール・更衣室が完成。
- 1994年（平成6年）3月31日 - 宇津木地区教職員住宅を建て替え（4階建て）。
- 2004年（平成16年）3月29日 - 体育倉庫をプール前に設置。
- 2022年（令和4年）
  - 2月19日 - 島野浦中学校との合同閉校式を開催[4][10]。
  - 3月31日 - 閉校[11]。
  - 4月1日 - 島野浦中学校と共に義務教育学校（延岡市立島野浦学園）へ統合。校舎は島野浦中学校の校舎を使用[11]。

## 通学区域
島野浦小学校の通学区域には以下の区域が指定されていた。
- 島浦町

## アクセス
- 高速艇：日豊汽船「島野浦（中央）」下船、徒歩10分
- フェリー：日豊汽船「宇治」下船、徒歩30分